# Абашидзе, Деви Константинович
Деви Константинович Абашидзе (груз. დევი კონსტანტინეს ძე აბაშიძე; 1 мая 1924, Ислари, Имеретия — 3 августа 2005 или 4 августа 2005, Тбилиси) — советский и грузинский кинорежиссёр. Заслуженный деятель искусств Грузинской ССР (1980).

## Биография
Родился в селе Ислари Орджоникидзевского района (Харагаульского) Грузинской ССР.
В 1941—1944 гг. учился в Тбилисском медицинском институте.
В 1953 году окончил режиссёрский факультет Тбилисского театрального института имени Ш. Руставели, был режиссёром Кутаисского театра драмы имени Л. Месхишвили.
С 1957 года — режиссёр киностудии «Грузия-фильм».

## Режиссёрские работы
- 1969 — Десница великого мастера
- 1971 — Искатели затонувшего города
- 1978 — Кваркваре
- 1981 — Распахните окна
- 1982 — Не все кометы гаснут
- 1990 — Яков, сын Сталина
- 1995 — Красный патефон

## Награды
- Орден Чести (1999)[2].
- Орден Чести (1995)[2].
- Заслуженный деятель искусств Грузинской ССР (1980).